# Абленки
А́бленки (рос. Абленки, марій. Аблан) — присілок у складі Сернурського району Марій Ел, Росія. Входить до складу Чендемеровського сільського поселення.

## Населення
Населення — 49 осіб (2010; 59 у 2002).
Національний склад (станом на 2002 рік):
- марі — 98 %